# Rassemblement pour l'Algérie française
Le Rassemblement pour l'Algérie française (RAF) est un mouvement français fondé le 19 septembre 1959 par Georges Bidault du parti démocrate-chrétien, et ancien président du conseil.

## Histoire
Le 16 septembre 1959, le général de Gaulle, président de la République française, annonce lors d'un discours télévisé, que les Algériens devront se « déterminer eux-mêmes ». Les fidèles de l'Algérie française, profondément déçus, comme Georges Bidault, démocrate-chrétien et ancien président du Conseil, Roger Duchet et André Morice fondent  le 19 septembre 1959, le Rassemblement pour l'Algérie française (RAF)
Ce mouvement soutenu par Jacques Soustelle, verra peu de temps après l’adhésion d'Alain de Lacoste-Lareymondie, député CNIP soutenant la cause de l’Algérie française .
Dans son éditorial du 16 janvier 1960, Alain de Sérigny, directeur de L'Écho d'Alger, se réjouit de l'apparition du Rassemblement pour l'Algérie française .
D'autres personnalités adhèrent à ce mouvement, comme Jean-Marie Le Pen, le général Roger Miquel, Joseph Hours, Jean Chardonnet, universitaire, Henri Caillemer, Saïd Boualam, député d'Orléansville, mais aussi les députés gaullistes Pascal Arrighi, Jean-Baptiste Biaggi, Jean-Robert Thomazo et Pierre Battesti, ce qui provoque des troubles au sein du parti politique UNR et René Vinciguerra, député d'Alger-ville. Le RAF fraternisera avec le FNF (Front national français),.